# Antonello Riva
Antonello Riva (ur. 28 lutego 1962 w Lecco) – włoski koszykarz występujący na pozycjach obrońcy oraz skrzydłowego, mistrz Europy z 1983 roku.
W 2004 roku otrzymał nagrodę dla lidera wszech czasów ligi włoskiej w zdobytych punktach (14 397).

## Osiągnięcia
Klubowe
- Mistrz:
  - Euroligi (1982, 1983)
  - Włoch (1981)
- dwukrotny wicemistrz Włoch (1980, 1991)
- Zdobywca Pucharu:
  - Interkontynentalnego (1982)
  - Koracia (1993)
  - Saporty (1978, 1979, 1981)
- Finalista Pucharu:
  - Interkontynentalnego (1983)
  - Włoch (1991)
  - Koracia (1989)
  - Saporty (1980)

Indywidualne
- Lider strzelców finałów Euroligi (1983)
- Wybrany do:
  - FIBA’s 50 Greatest Players
  - 50 Greatest Euroleague Contributors (2008)

Reprezentacja
- Mistrz Europy (1983)[1]
- Wicemistrz[1]:
  - Europy (1991)
  - Europy kadetów (1979)
- Uczestnik:
  - igrzysk olimpijskich (1984 – 5. miejsce)[1]
  - mistrzostw świata (1986 – 6. miejsce, 1990 – 9. miejsce)[1]
  - mistrzostw Europy (1983, 1987 – 5. miejsce, 1989 – 4. miejsce, 1991)[1]
  - mistrzostw Europy U–18 (1980 – 5. miejsce)[1]
  - mistrzostw świata U–19 (1979 – 6. miejsce)[1]